# Lenguas yokutianas
Las lenguas yokutianas (o yok-uti) engloban un grupo de lenguas indígenas habladas en California formada por tres familias de lenguas reconocidas desde hace largo tiempo, las lenguas miwok, las lenguas ohlone (costano) y las lenguas yokuts. De estos tres grupos tanto el grupo miwok como el grupo yokuts están al borde de la extinción con menos de 100 hablantes cada uno. El grupo costano está totalmente extinto desde mediados del siglo XX.

## Clasificación
La sospecha de parentesco entre el miwok, el costano y el yokuts es antigua, Alfred Kroeber que estudió las lenguas de California a finales del siglo XIX y principios del XX, propuso que estos tres grupos podrían estar relacionados entre sí y con otras dos familias de california, en una hipotética familia penutí. Si bien dicha hipótesis fue difícil de probar rigurosamente, Edward Sapir y otros autores posteriores la usaron como hipótesis de trabajo no demostrada para clasificar las lenguas de América. Una serie de trabajos comparativos realizados en las últimas dos décadas del siglo XX demostraron de manera rigurosa el parentesco del miwok, el costano y el yokuts.

### Clasificación interna
A partir de las listas de cognados la clasificación de las lenguas yokutianas reflejadas en las reconstrucciones de la fonología sobre listas de cogandos sugieren la siguiente relación:
I. Lenguas yokuts
1. Palewyami (Arroyo Poso, Altinin)
2. Buena Vista
3. Yokuts general
II. Lenguas uti
II.A. lenguas ohlone (costano)
4. Mutsun (Costano de San Juan Bautista) (†)
5. Rumsen (Rumsien) (†)
6. Chochenyo (Costano de East Bay, Chocheño, Chocheno)
7. Ramaytush (Costano de San Francisco)
8. Tamyen (Costano de Santa Clara, Tamien) (†)
9. Awaswas (Costano de Santa Cruz) (†)
10. Chalon (Soledad, Cholon) (†)
11. Karkin (Carquin) (†)
I.B. lenguas miwok
12. Miwok del llano
13. Miwok de la bahía (Saclan) (†)
14. Miwok de la Sierra Norte
15. Miwok de la Sierra Central
16. Miwok de la Sierra Sur
17. Miwok de la costa (†)
18. Miwok del lago

### Relación con otras lenguas
La hipótesis penutia sigue siendo controvertida. Aunque se ha avanzado en sugerir relaciones entre algunas lenguas penutíes, y se han hecho hipótesis prometedoras de clasificación interna, la cuestión de si existe un parentesco demostrable entre las lenguas penutíes de California y la meseta, o más concretamente si es posible reconstruir una proto-lengua que explique las similitudes sigue siendo una cuestión abierta.
Dentro de la hipótesis penutia se consideró que las lenguas penutíes de California podrían formar una unidad filogenética válida. Esta hipótesis hoy en día es rechazada por la mayoría de especialistas, aún los que aceptan la hipótesis penutia en términos generales, ya que algunas lenguas penutíes de la Meseta parecen tener un parentesco tan cercano a las lenguas yokutinana como las lenguas maidu o las lenguas wintu. Algunos autores piensan que algunas de las similitudes léxicas del maidu y el wintu con el yok-uti podrían deberse a préstamos recientes (aunque además de préstamos recientes podría existir un parentesco anterior).
En cualquier caso las sugerencias de parentescos de las lenguas yokutianas con otras lenguas apuntan a que estas podrían estar relacionadas con otras lenguas penutíes de la Meseta, de Oregón o de California, aunque los detalles de dicho hipotético parentesco no están claros.